# Dimitrios Siovas
Dimitrios Siovas (en griego: Δημήτρης Σιόβας; Drama, 16 de septiembre de 1988) es un futbolista griego que juega como defensa y su club es el Olympiacos B de la Segunda Superliga de Grecia.

## Trayectoria

### Panionios
Nacido y criado en Drama, Grecia, empezó a jugar en los equipos locales antes de que fuera observado por Xanthi Athlitikos Omilos. Comenzó su carrera juvenil en Skoda Xanthi, donde fue traspasado a Panionios en 2008. Pasó la mitad de la temporada 2008-09 en préstamo al Ionikos FC de la Beta Ethniki, donde hizo 11 apariciones en la liga. 
Desde 2009 se convirtió en defensor central regular para el Panionios, jugando un total de 33 partidos y marcando 2 goles durante su última temporada con el Neosmyrniotes

### Olympiacos
El 15 de junio de 2012 se anunció que firmaba un contrato de 4 años con el Olympiacos F. C. después de haber acordado con el club desde enero del mismo año. Anotó su primer gol contra el Levadiakos FC en la victoria por 4-0 en su casa.
El 11 de enero de 2014, durante una sesión de entrenamiento, sufrió una grave lesión y el Olympiacos pensó que se quedaría sin el defensa para el resto de la temporada, pero el central se sometió a una cirugía ya que tenía el tobillo derecho roto. El jugador estará fuera del club durante los próximos cuatro meses, según estimaciones de los doctores. Estamos muy tristes con lo que le pasó a Dimitris porque además de sus habilidades en el campo, también nos agrada mucho como persona dijo su entrenador Míchel, Vamos a tratar el tema la próxima semana y ver si tenemos que hacer un fichaje para cubrir su ausencia. Esperamos que llegue a tiempo para la Copa del Mundo, pero probablemente no podrán contar con él para el resto de la temporada.
En su debut en la temporada después de su lesión, ayudó a su club a conseguir su título de liga número 41, sellando el campeonato cinco partidos antes del final. Comenzó la campaña 2015-16 como el líder de facto de la defensa de Olympiacos. El 9 de febrero de 2016, en la jornada en la que le ganaron al clásico rival PAOK, alcanzó los 100 partidos con la camiseta del Olimpiacos en todas las competiciones, teniendo un increíble porcentaje invicto del 89%, uno de los más grandes entre los jugadores del Olympiacos.

### España

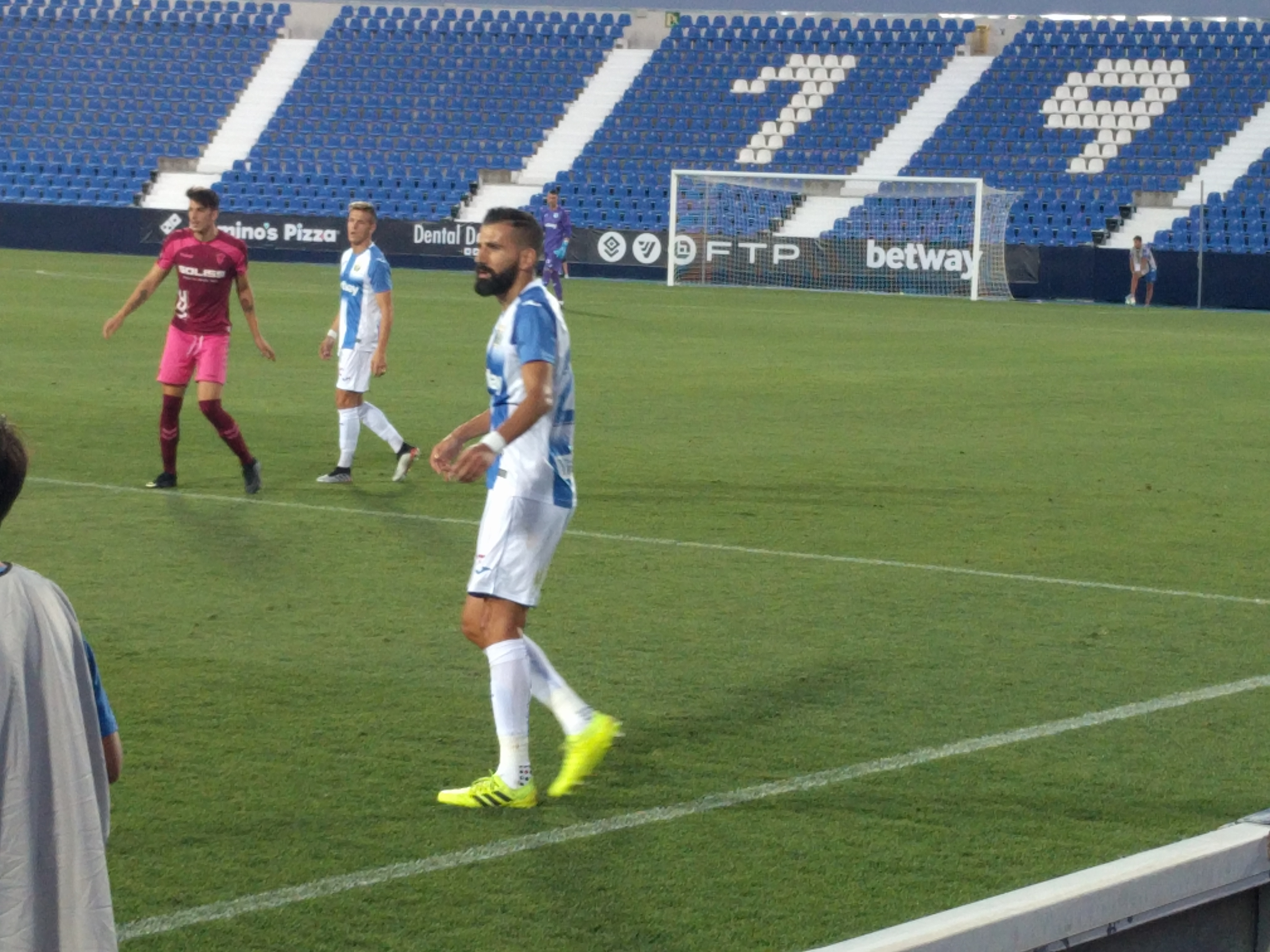
Dimitrios Siovas en un partido amistoso con el C. D. Leganés.

En el mercado de invierno de la temporada 2016-17 se convirtió en nuevo refuerzo del Deportivo Leganés. Llega cedido con opción de compra. En la primera vuelta solo participó en un encuentro de la Copa griega y en otro de la previa de la Liga de Campeones.
Tras disputar dieciséis encuentros con el conjunto pepinero, todos ellos como titular, fichó por el cuadro blanquiazul por cuatro temporadas al finalizar su cesión, convirtiéndose en el fichaje más caro de la historia del club con el pago de 2,7 millones de euros, superando el precio del millón doscientos mil euros pagados por Mamadou Koné.
La temporada 2018-19 fue su tercera en el C. D. Leganés. El 20 de enero de 2019, en un partido en el Camp Nou ante el F. C. Barcelona que finalizó con victoria 3-1 para los azulgranas, ejerció por primera vez como capitán del conjunto pepinero justo dos años después de su llegada al equipo.
El 17 de septiembre de 2020 se anunció su traspaso a la S. D. Huesca. En el conjunto oscense estuvo una temporada, rescindiendo su contrato a finales de agosto de 2021.
En enero de 2022 fichó por el Fortuna Sittard. En dos temporadas y media disputó 65 partidos, en los que marcó dos goles, y en septiembre de 2024 regresó a Grecia para jugar en el Lamia F. C. En sus primeros meses participó en diez encuentros de la Superliga de Grecia y en febrero llegó a un acuerdo para rescindir su contrato. Entonces permaneció sin equipo hasta agosto, cuando volvió al Olympiacos F. C. para jugar en el filial.

## Selección nacional
Siovas era un miembro del equipo nacional griego sub-19, equipo que llegó a la final de la Eurocopa sub-19 de 2007, perdiendo por 1-0 ante España. Desde 2008 también era miembro de la selección de Grecia sub-21.
Fue llamado por el director nacional de Grecia Fernando Santos para un partido amistoso contra Austria el 17 de noviembre de 2010 pero permaneció en el banco.
Hizo su debut con la selección absoluta el 15 de agosto de 2012 en un partido amistoso contra Noruega.
Hizo su debut competitivo para la selección absoluta el 16 de octubre de 2012 durante la victoria de Grecia 1-0 contra Eslovaquia durante la fase de clasificación para la Copa del Mundo 2014.

#### Goles internacionales
| N.º | Fecha                   | Estadio                                | Rival  | Gol | Resultado | Competición                             |
| --- | ----------------------- | -------------------------------------- | ------ | --- | --------- | --------------------------------------- |
| 1   | 6 de septiembre de 2020 | Estadio Fadil Vokrri, Pristina, Kosovo | Kosovo | 0-2 | 1-2       | Liga de las Naciones de la UEFA 2020-21 |

## Estadísticas

### Clubes
Actualizado a 21 de agosto de 2016.
| Carrera en clubes | Carrera en clubes | Carrera en clubes          | Liga  | Liga  | Copa           | Copa           | Europa | Europa | Total | Total |
| Temporada         | Club              | Liga                       | Part. | Goles | Part.          | Goles          | Part.  | Goles  | Part. | Goles |
| Grecia            | Grecia            | Grecia                     | Liga  | Liga  | Copa de Grecia | Copa de Grecia | Europa | Europa | Total | Total |
| ----------------- | ----------------- | -------------------------- | ----- | ----- | -------------- | -------------- | ------ | ------ | ----- | ----- |
| 2008-09           | Panionios         | Superliga de Grecia        | 1     | 0     | –              | –              | –      | –      | 1     | 0     |
| 2008-09           | Ionikos FC        | Beta Ethniki               | 11    | 0     | –              | –              | –      | –      | 11    | 0     |
| 2009-10           | Panionios         | Superliga de Grecia        | 15    | 0     | –              | –              | –      | –      | 15    | 0     |
| 2010-11           | Panionios         | Superliga de Grecia        | 29    | 2     | 1              | 0              | –      | –      | 30    | 2     |
| 2011-12           | Panionios         | Superliga de Grecia        | 27    | 0     | 6              | 2              | –      | –      | 33    | 2     |
| 2012-13           | Olympiacos F.C.   | Superliga de Grecia        | 15    | 2     | 6              | 1              | 4      | 0      | 25    | 3     |
| 2013-14           | Olympiacos F.C.   | Superliga de Grecia        | 11    | 0     | 1              | 0              | 6      | 0      | 18    | 0     |
| 2014-15           | Olympiacos F.C.   | Superliga de Grecia        | 20    | 0     | 8              | 0              | 3      | 0      | 31    | 0     |
| 2015-16           | Olympiacos F.C.   | Superliga de Grecia        | 22    | 0     | 3              | 0              | 6      | 0      | 31    | 0     |
| 2016-17           | Olympiacos F.C.   | Superliga de Grecia        | 0     | 0     | 0              | 0              | 1      | 0      | 1     | 0     |
| España            | España            | España                     | Liga  | Liga  | Copa del Rey   | Copa del Rey   | Europa | Europa | Total | Total |
| 2016-17           | C. D. Leganés     | Primera División de España | 16    | 1     | –              | –              | –      | –      | 16    | 1     |
| 2017-18           | C. D. Leganés     | Primera División de España | 24    | 1     | 6              | 1              | –      | –      | 30    | 2     |
| 2018-19           | C. D. Leganés     | Primera División de España | 28    | 1     | 3              | 0              | –      | –      | 31    | 1     |
| Total de carrera  | Total de carrera  | Total de carrera           | 219   | 7     | 35             | 4              | 20     | 0      | 284   | 11    |

## Palmarés

### Títulos nacionales
| Título              | Club             | País   | Año     |
| ------------------- | ---------------- | ------ | ------- |
| Superliga de Grecia | Olympiacos F. C. | Grecia | 2012-13 |
| Copa de Grecia      | Olympiacos F. C. | Grecia | 2012-13 |
| Superliga de Grecia | Olympiacos F. C. | Grecia | 2013-14 |
| Superliga de Grecia | Olympiacos F. C. | Grecia | 2014-15 |
| Copa de Grecia      | Olympiacos F. C. | Grecia | 2014-15 |
| Superliga de Grecia | Olympiacos F. C. | Grecia | 2015-16 |
| Superliga de Grecia | Olympiacos F. C. | Grecia | 2016-17 |